# 威廉·古德瑟-卡伦
威廉·古德瑟-卡伦（英語：William Goodsir-Cullen，1907年3月29日—1994年6月15日），印度男子曲棍球运动员。他曾代表英属印度代表队参加1928年夏季奥林匹克运动会曲棍球比赛，获得一枚金牌。

## 家庭
弟弟欧内斯特·古德瑟-卡伦。